# Teotihuacán del Valle
Teotihuacán del Valle är en ort i Mexiko.   Den ligger i kommunen Tapachula och delstaten Chiapas, i den sydöstra delen av landet, 900 km sydost om huvudstaden Mexico City. Teotihuacán del Valle ligger 440 meter över havet och antalet invånare är 212.
Terrängen runt Teotihuacán del Valle är huvudsakligen kuperad, men den allra närmaste omgivningen är platt. Runt Teotihuacán del Valle är det tätbefolkat, med 397 invånare per kvadratkilometer. Närmaste större samhälle är Tapachula, 11,0 km söder om Teotihuacán del Valle. I omgivningarna runt Teotihuacán del Valle växer huvudsakligen savannskog.